# فایرفلای (هواپیما)
Firefly (به انگلیسی: Fairey_Firefly) یک هواگرد از نوع Carrier fighter ساخت شرکت Fairey Aviation Company, Ltd. است. هواگرد Firefly نخستین پروازش را در ۲۲ دسامبر ۱۹۴۱ میلادی انجام داد. این هواگرد در سال ۱۹۴۳ میلادی رسماً معرفی گردید و در سال‌های ۱۹۴۱–۱۹۵۵ تولید شده‌است. در مجموع، تعداد ۱٬۷۰۲ فروند از این هواگرد ساخته شده‌است.